# إلين غلاسكو
إلين أندرسون جولسون غلاسكو (بالإنجليزية: Ellen Glasgow) (22 أبريل 1873 - 21 نوفمبر 1945) هي روائية أمريكية حاصلة على جائزة بوليتزر للرواية في عام 1942. نشرت أثناء حياتها عشرين كتابًا من ضمنهم سبع روايات أحرزوا مبيعات جيدة (وصل خمسة منهم إلى قائمة أفضل الكتب مبيعًا) كما حصلت على إشادة نقدية. صورت غلاسكو العالم المتغير للجنوب المعاصر وهو اختلاف عن الهروب المثالي الذي ميز الأدب الجنوبي بعد عصر إعادة الإعمار.

## حياتها
ولدت غلاسكو لإحدى عائلات النخبة في ريتشموند، فرجينيا، والدها هو فرانسيس توماس غلاسكو، لكنها نشات في أجواء غير تقليدية مختلفة عن الفتيات والشباب من طبقتها. ونظرا لسوء حالتها الصحية، تلقت تعليمها في المنزل في ريتشموند. ولكنها قرأت بعمق في الفلسفة والنظرية الاجتماعية و<meta/>السياسية، والأدب الأوروبي والبريطاني. وكانت تمضي الصيف مع أسرتها في بومباس، فرجينيا، حيث تمتلك عائلتها مزرعة هناك قرب القلعة التاريخية التي تسمى جيردون Jerdone Castle. والدة إلين هي آن غولسون كانت مصابة بما يسمى آنذاك «السقام العصبي» قد يكون السبب أنها أنجبت عشرة أطفال وأن رعايتهم لم تكن سهلة وقد تسببت لها بذلك.

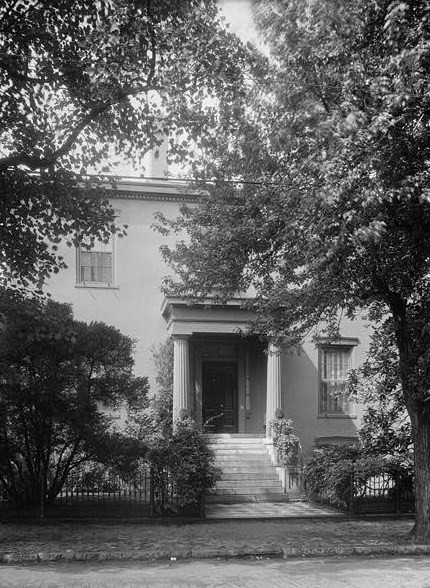
منزل إلين غلاسكو في ريتشموند فرجيينيا، حيث عاشت هناك من عمر 13 سنة ولغاية وفاتها وكتبت فيه معظم أعمالها

في ذلك الوقت، انطلقت في الولايات المتحدة حركة المطالبة بحق المرأة في التصويت وتتطورت في العام 1900، وقد شاركت غلاسكو في المسيرات للحصول على حق الإقتراع في ربيع عام 1909. بل وتحدثت في الاجتماع الأول للاقتراع في ولاية فرجينيا. قالت غلاسكو لاحقا أنها شعرت أن الحركة جاءت «في الوقت الخطأ» بالنسبة لها، وأن مشاركتها لم تأت بفائدة. وقد لاحظ النقاد أن المرأة لم تكن الموضوع الرئيسي في أعمال غلاسكو الأولى، بل تأخرت في وضع بطلات بدلا من الأبطال في قصصها. ومع ذلك، وفي أعمالها لاحقا، لوحظ أن البطلات يبدين الكثير من صفات النساء المنخرطات في الحركة السياسية في أعمال إلين غلاسكو.
غلاسكو كانت مخطوبة مرتين ولكنها لم تتزوج. وفي سيرة ذاتية مكتوبة للنشر بعد وفاتها، تروي غلاسكو قصة حب طويلة، علاقة سرية مع رجل متزوج التقت به في نيويورك، أطلقت عليه اسم «جيرالد ب»  وقد حافظت إلين على صداقة طويلة وثيقة مع جيمس كابيل.
توفيت غلاسكو في 21 تشرين الثاني، 1945،  ودفنت في مقبرة هوليوود، ريتشموند، فرجينيا.

## حياتها المهنية
نشرت غلاسكو خلال أكثر من أربعة عقود من العمل الأدبي وعشرين رواية ومجموعة من القصائد وكتاب من القصص القصيرة وكتاب في النقد الأدبي. كتبت غلاسكو روايتها الأولى «السليل» عندما كانت في الرابعة والعشرين من عمرها سراً ونشرتها بشكل مجهول. ودمرت جزءًا من مخطوطة الرواية بعد وفاة والدتها في عام 1893. ثم تأخر النشر فترة أطول بسبب وفاة صهرها ومرشدها الفكري جورج ماكورماك في العام التالي. وهكذا أكملت غلاسكو روايتها عام 1895. وتشتمل على بطلة متحررة تبحث عن الحب والعواطف بدلاً من الزواج. وعلى الرغم من نشرها بشكل مجهول، إلا أن تأليفها لها لم يعد سريًا في العام التالي عندما أعلنت عن روايتها الثانية «مراحل كوكب وضيع» (1898) التي كتب على غلافها «بقلم إلين غلاسكو، مؤلفة كتاب السليل».
بحلول الوقت الذي كانت فيه رواية السليل تُطبع، كانت غلاسكو قد أنهت مراحل كوكب وضيع. تصور الرواية نهاية زواج وتركز على «روحانية الصداقة الأنثوية». وجد النقاد أن القصة «مليئة باليأس بالكامل»، ولكن «رُوت بشكل ممتاز». ذكرت غلاسكو أن روايتها الثالثة «صوت الناس» (1900) كانت تعبر عن وجهة نظر موضوعية للمزارع الفقير الأبيض في عالم السياسة. بطل الرواية هو شاب جنوبي ذو نبوغ في السياسة، ويرتفع فوق الجماهير ويقع في حب فتاة من الطبقة العليا. باعت روايتها التالية «أرض المعركة» (1902) أكثر من 21000 نسخة في الأسبوعين الأولين بعد نشرها. وهي تصور الجنوب قبل وأثناء الحرب الأهلية، وقد رُحب بها على أنها «أول وأفضل معاملة واقعية للحرب من وجهة النظر الجنوبية».
تأثرت الكثير من كتاباتها بالمصالح الرومانسية والعلاقات الإنسانية التي خاضتها غلاسكو طوال حياتها. كتبت رواية «النجاة» (1904) وروايتها السابقة «أرض المعركة» أثناء علاقتها الغرامية مع جيرالد ب. وهما «الروايتان الأوليتان الوحيدتان التي يتحد فيهما بطلة وبطل كتابات غلاسكو» في نهايتي الروايتين. كانت رواية «النجاة» التي نُشرت عام 1904 أول رواية لغلاسكو تحصد نجاحًا شعبيًا. تصور الرواية قصة حب مبنية على العلاقة الدرامية بين البطل والبطلة بسبب القيود الطبقية التقليدية. إذ أن البطل هو أرستقراطي أصبح عامل عامي بعد أحداث الحرب الأهلية، بينما تفتقر البطلة إلى النسب الأرستقراطي ولكنها تكتسب الصفات الأرستقراطية مثل التعليم والتهذيب. كانت المودة والترضية الحقيقية للرومانسية بين الاثنين محاولة من قبل غلاسكو لإثبات أن «الوعي الطبقي التقليدي يجب أن يكون غير ذي صلة بشؤون الحب». تنتقد النجاة مؤسسة الزواج لأن غلاسكو نفسها واجهت حواجز اجتماعية منعتها من الزواج في ذلك الوقت. تتميز النجاة بتقديم «معالجة طبيعية للصراعات الطبقية» التي تظهر بعد عصر إعادة الإعمار، وهو ما يوفر آراء واقعية فيما يخص التغيرات الاجتماعية في الأدب الجنوبي.

كتبت غلاسكو رواياتها الأربع التالية مستخدمة ما اعتبرته «أسلوبها السابق» وتلقت مراجعات متباينة. باعت عجلة الحياة (1906) بكمية جيدة بناءً على نجاح السليل. وبرغم نجاحه التجاري، وجد المراجعون أن الكتاب كان مخيّبًا للآمال. تدور أحداث الفيلم في نيويورك (وهي الرواية الوحيدة التي لم تقع أحداثها في فرجينيا)، ويحكي عن التعاسة المنزلية وعلاقات الحب المتشابكة. قورنت الرواية بشكل غير مناسب برواية بيت المرح لإديث وارتون التي نُشرت في نفس العام. أوصى معظم النقاد بأن تلتزم غلاسكو بالحكي عن الجنوب في أدبها. واعتبرت غلاسكو هذه الرواية فاشلة.

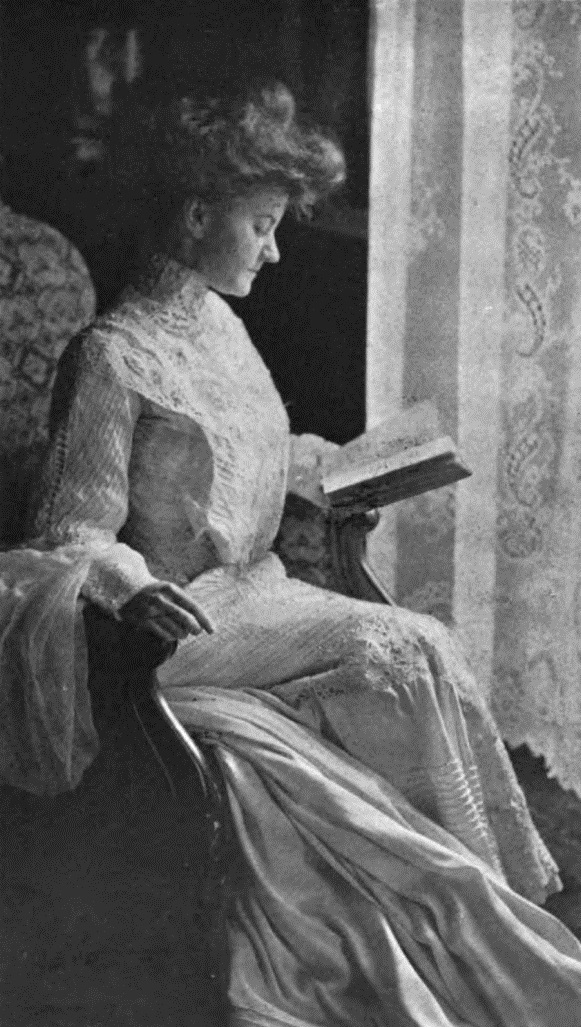
Ellen Glasgow.

## مؤلفاتها
- الحفيد (1897)
- مراحل من الكوكب السفلي (1898)
- صوت الشعب (1900)
- معركة الأراضي (1902)
- النجاة (1904)
- عجلة الحياة (1906)
- القانون القديم (1908)
- رومانسية رجل عادي (1909)
- ميلر من الكنيسة القديمة (1911)
- فرجينيا (1913)
- الحياة وغابرييلا (1916)
- بناة (1919)
- الماضي (1920) [قصة شبح، وهي جزء من مجموعة مبهمة]
- رجل واحد في وقته (رواية) (1922)
- أرض قاحلة (1925)
- رومانسية الكوميديين (1926)
- انحدر إلى حماقة (1929)
- حياة الإيوائي (1932)
- الوريد من الحديد (1935)
- لدينا في هذه الحياة (1941) (حصلت على جائزة بوليتزر للرواية 1942) (تم تصويره 1942 كما في هذه حياتنا)
- المستتر الثالث وقصص أخرى (1923)
- ضمن المرأة (نشرت بعد وفاته في عام 1954)

## روابط خارجية
- إلين غلاسكو على موقع IMDb (الإنجليزية)
- إلين غلاسكو على موقع الموسوعة البريطانية (الإنجليزية)
- إلين غلاسكو على موقع ميوزك برينز (الإنجليزية)
- إلين غلاسكو على موقع إن إن دي بي (الإنجليزية)
- إلين غلاسكو على موقع ديسكوغز (الإنجليزية)
- إلين غلاسكو على موقع قاعدة بيانات الفيلم (الإنجليزية)